# استگسکوپف
استگسکوپف (به آلمانی: Stegskopf) یک کوه در آلمان است که در راینلاند-فالتس واقع شده‌است.